# Piojó
Piojó là một khu tự quản thuộc tỉnh Atlántico, Colombia. Thủ phủ của khu tự quản Piojó đóng tại Piojó Khu tự quản Piojó có diện tích 258 ki lô mét vuông. Đến thời điểm ngày 28 tháng 5 năm 2005, khu tự quản Piojó có dân số 6360 người.